# Glaucolepis bupleurella
Glaucolepis bupleurella is een vlinder van de familie van de dwergmineermotten (Nepticulidae). De wetenschappelijke naam is voor het eerst gepubliceerd in 1907 door Pierre Chrétien.

## Verspreiding
De soort komt voor in Portugal, Spanje, Frankrijk en Sicilië.

## Waardplanten
De rups leeft in het blad van Bupleurum fruticosum (Apiaceae).